# Campionati mondiali di trampolino elastico 2015
I Campionati mondiali di trampolino elastico 2015 sono stati la 31ª edizione della competizione organizzata dalla Federazione Internazionale di Ginnastica. Si sono svolti a Odense, in Danimarca, dal 25 al 28 novembre 2015.

## Medagliere
| Posiz. | Nazione       | Oro | Argento | Bronzo | Totale |
| ------ | ------------- | --- | ------- | ------ | ------ |
| 1      | Cina          | 8   | 3       | 2      | 13     |
| 2      | Russia        | 3   | 2       | 4      | 9      |
| 3      | Stati Uniti   | 2   | 1       | 2      | 5      |
| 4      | Canada        | 1   | 1       | 0      | 2      |
| 5      | Bielorussia   | 0   | 4       | 2      | 6      |
| 6      | Gran Bretagna | 0   | 4       | 0      | 4      |
| 7      | Australia     | 0   | 0       | 1      | 1      |
| 7      | Francia       | 0   | 0       | 1      | 1      |
| 7      | Svezia        | 0   | 0       | 1      | 1      |
| 7      | Ucraina       | 0   | 0       | 1      | 1      |
| Totale | Totale        | 14  | 15      | 14     | 43     |

## Podi

### Uomini
| Evento                          | Oro                                                                         | Argento | Bronzo                                                                      |
| Individuale                     | Gao Lei                                                                     | Uladzislau Hancharou | Andrej Judin                                                                |
| Sincronizzato                   | Cina Tu Xiao Dong Dong                                                      | Bielorussia Mikalai Kazak Uladzislau Hancharou | Francia Sébastien Martiny Allan Morante                                     |
| Trampolino a squadre            | Russia Sergei Azarian Andrej Judin Dmitrij Ušakov Mikhail Melnik            | Cina Xiao Jinyu Dong Dong Gao Lei Tu Xiao | Bielorussia Mikalai Kazak Aleh Rabtsau Uladzislau Hancharou Artsiom Zhuk    |
| Doppio minitrampolino           | Austin White                                                                | Mikhail Zalomin | Matthew Weal                                                                |
| Doppio minitrampolino a squadre | Russia Alexander Zebrov Aleksandr Odintsov Mikhail Zalomin Andrei Gladenkov | Canada Kyle Carragher Denis Vachon Jonathon Schwaiger Douglas Armstrong Stati Uniti Alexander Renkert Austin Nacey Austin White Garret Waterstradt | Non assegnato                                                               |
| Tumbling                        | Yang Song                                                                   | Timofei Podust | Zhang Kuo                                                                   |
| Tumbling a squadre              | Russia Andrej Krylov Tagir Murtazaev Timofei Podust Grigory Noskov          | Cina Meng Wenchao Liu Longji Yang Song Zhang Kuo                                                                                                   | Stati Uniti Brandon Krzynefski Alexander Renkert Austin Nacey Jackson Tyson |

### Donne
| Evento                          | Oro                                                          | Argento                                                                   | Bronzo                                                                             |
| Individuale                     | Li Dan                                                       | Liu Lingling                                                              | Taccjana Pjatrėnja                                                                 |
| Sincronizzato                   | Cina Zhong Xingping Li Dan                                   | Bielorussia Taccjana Pjatrėnja Hanna Harchonak                            | Ucraina Maryna Kyiko Nataliia Moskvina                                             |
| Trampolino a squadre            | Cina He Wenna Li Dan Liu Lingling Zhong Xingping             | Bielorussia Maryia Lon Hanna Harchonak Taccjana Pjatrėnja Palina Badyhina | Russia Nadezhda Glebova Anna Kornetskaya Jana Pavlova Victoria Voronina            |
| Doppio minitrampolino           | Erin Jauch                                                   | Jasmin Short                                                              | Lina Sjöberg                                                                       |
| Doppio minitrampolino a squadre | Canada Arden Oh Danielle Gruber Tamara O'Brien Karine Dufour | Gran Bretagna Kirsty Way Sapphire Dallard Jasmin Short                    | Stati Uniti Tristan van Natta Paige Howard Erin Jauch Kristle Lowell               |
| Tumbling                        | Jia Fangfang                                                 | Lucie Colebeck                                                            | Chen Lingxi Anna Korobeinikova                                                     |
| Tumbling a squadre              | Cina Cai Qizi Chen Lingxi Jia Fangfang Yang Yujie            | Gran Bretagna Yasmin Taite Lucie Colebeck Rachel Davies Ashleigh Long     | Russia Natalia Parakhina Viktoriia Danilenko Anna Korobeinikova Anastasiia Isupova |